# Хепосаари
Хепосаари — небольшой скалистый остров в Ладожском озере. Относится к группе Западных Ладожских шхер. Принадлежит Лахденпохскому району Карелии, Россия.
Вытянут с запада на восток. Длина 1,2 км, ширина 0,8 км.
Расположен у северо-восточного берега острова Корписари, в устье Куркийоцкого залива. Остров скалистый, берега крутые. Покрыт лесами.